# Apterichtus equatorialis
Apterichtus equatorialis is een  straalvinnige vissensoort uit de familie van slangalen (Ophichthidae). De wetenschappelijke naam van de soort is voor het eerst geldig gepubliceerd in 1941 door Myers & Wade.
De soort staat op de Rode Lijst van de IUCN als niet bedreigd, beoordelingsjaar 2007.